# 好き!神戸
好き!神戸（すき・こうべ）は、サンテレビジョンの神戸市の2011年3月26日をもって放送終了した広報番組。

## 概要
- 毎週土曜10時から10時15分に放送（字幕スーパー、内容により手話通訳放送との併用あり　現在サンテレビでは文字多重放送を実施していない）
- 番組は関西在住の4人の女性レポーターが週代わりで出演し、神戸市の行政施策、観光スポットの紹介、神戸市に縁がある人物へのインタビュー、イベントレポートなどを送っている。
- 放送終了後、神戸市ホームページで動画配信もされている